# Antony Valumkal
Antony Valumkal (ur. 26 lipca 1969 w Eroor) – indyjski duchowny rzymskokatolicki, biskup pomocniczy Werapoly od 2024

## Życiorys

### Prezbiterat
Święcenia kapłańskie przyjął 11 kwietnia 1994 i został inkardynowany do archidiecezji Werapoly. Był m.in. rektorem kilku niższych seminariów na terenie archidiecezji, ojcem duchownym wyższego seminarium w Carmelgiri oraz rektorem narodowego sanktuarium w Koczinie.

### Episkopat
11 maja 2024 roku papież Franciszek mianował go biskupem pomocniczym Werapoly ze stolicą tytularną Magarmel. 30 czerwca 2024 otrzymał święcenia biskupie. Udzielił mu ich arcybiskup Joseph Kalathiparambil.  